# Szkoła przodownictwa pracy
Szkoła przodownictwa pracy – jednostka dydaktyczna Centralnego Urzędu Szkolenia Zawodowego istniejąca w latach 1953–1972, powołana w celu podwyższenia kwalifikacji zawodowych i zwiększenia wydajności pracy robotników w zakładach pracy.
Powołanie szkoły na podstawie zarządzenie Przewodniczącego Państwowej Komisji Planowania Gospodarczego z 1953 r. pozostawało w ścisłym związku z uchwałą Prezydium Rządu z 1951 r. w sprawie ustroju szkolnictwa zawodowego.
Szkoły organizowano w porozumieniu z Centralną Radą Związków Zawodowych.

## Zadania szkół przodownictwa
Zadaniem szkół przodownictwa pracy było:
- doszkalanie robotników nie wykonujących norm,
- podnoszenie kwalifikacji tych robotników, którzy nie osiągają wyników, uzyskiwanych przez przodowników pracy, mimo wykonywania normy lub jej przekraczania,
- podnoszenie jakości produkcji,
- stosowanie i wprowadzanie nowych najbardziej oszczędnych i ekonomicznie uzasadnionych metod pracy.

Szkolenie w szkołach przodownictwa pracy prowadzone było bez odrywania szkolącego i szkolonych od ich normalnych obowiązków, wynikających z zawartej z nimi umowy o pracę.

## Pomoc szkolącym się uczniom
Za szkolenie w szkołach przodownictwa pracy przysługiwało szkolącemu wynagrodzenie składające się z:
- wynagrodzenia za godzinę szkolenia (zajęć) bez względu na ilość szkolonych,
- jednorazowej premii za wyniki szkolenia osiągnięte przez poszczególnych przeszkolonych robotników.

## Organizacja szkół
Szkoły przodownictwa pracy zorganizowane były w dwojakiej formie:
- typ I – jeden przodownik pracy przekazywał swoje doświadczenia produkcyjne małej grupie robotników (do 10 osób),
- typ II – kilku przodowników pracy jako zespół przekazywało swoje osiągnięcia produkcyjne dużej grupie robotników.

Miejscem prowadzenia szkolenia był zakład pracy, w którym zatrudnieni byli szkoleni pracownicy.
Szkolenie w szkołach przodownictwa pracy z reguły przeprowadzano bez odrywania szkolących i szkolonych od normalnych obowiązków wynikających z zawartej umowy o pracę. Kandydatów do szkół przodownictwa pracy dobierano spośród robotników tego samego zawodu z uwzględnieniem zaawansowania w zawodzie i stopnia niewykonania lub przekroczenia normy pracy.
Czas trwania szkolenia w szkołach przodownictwa pracy nie przekraczał 1,5 miesiąca, zaś czas zajęć ze szkolącym nie przekraczał 30 godzin.

## Obowiązki dyrektora (kierownika) zakładu
Do obowiązków dyrektora (kierownika) zakładu pracy należało:
- ustalenie zadań, dla których przeprowadzenia organizowana była szkoła przodownictwa pracy,
- zapewnienie niezbędnych warunków dla pomyślnej pracy szkoły,
- wyznaczenie spośród przodowników pracy pracownika szkolącego,
- wyznaczenie spośród personelu inżynieryjno-technicznego konsultanta szkoły,
- zatwierdzenie programu,
- zawarcie umowy ze szkolącymi i konsultantami według określonego wzoru.

## Konsultant szkoły
Do pomocy szkolącym kierownik zakładu wyznaczał konsultanta spośród personelu inżynieryjno-technicznego. Konsultant opracowywał wspólnie z pracownikiem szkolącym program i plan zajęć, pomagał szkolącemu w przygotowaniu się do zajęć, brał w nich udział, pomagał szkolącemu w przekazywaniu jego doświadczeń i metod pracy szkolonym oraz współdziałał w podsumowaniu rezultatów pracy szkoły przodownictwa pracy.
Przed uruchomieniem szkoły przodownictwa pracy II typu następowało:
- ustalenie zadań, dla których przeprowadzenia organizowana była szkoła,
- wyznaczenie w charakterze konsultanta technika normowania pracy,
- wyznaczenie grupy przodowników pracy zatrudnionych przy jednakowych lub pokrewnych robotach celem zbadania ich metod pracy,
- przeprowadzenie badań i ustalenie najracjonalniejszej metody pracy. Konsultant przeprowadzał szczegółowe badania przebiegu pracy każdego z wyznaczonych przodowników pracy przez dokładny opis każdej z wykonywanych czynności oraz przez chronometraż i ustalenia najbardziej racjonalnej metody pracy.

## Program nauczania w szkołach
Tematyka zajęć w szkołach przodownictwa pracy przystosowana była do potrzeb zakładu pracy, w którym przeprowadzano szkolenie i uwzględniały specyfikę zakładu pracy.
Program zajęć w szkołach przodownictwa pracy przewidywał:
- krótkie pogadanki szkolącego (przodownika pracy) o swoich metodach pracy i o osiągniętych rezultatach,
- wykłady lub pogadanki konsultanta mające na celu teoretyczne uzasadnienie przekazywanych sposobów i metod pracy przez szkolącego (przodownika pracy),
- liczne pokazy sposobów i metod pracy demonstrowane przez szkolącego (przodownika pracy) na swoim miejscu pracy,
- praktyczne ćwiczenia uczących się robotników na miejscach pracy według sposobów i metod pracy podanych przez szkolącego i pod jego nadzorem,
- rozpatrzenie przez szkolącego przy pomocy konsultanta przyczyn błędów i braków w pracy uczących się,
- praktyczne przyswajanie sobie przez uczących się nowych sposobów i metod pracy (tzw. nawyków produkcyjnych – czas 1-4 tygodni),
- końcowe pogadanki przeprowadzone przez szkolącego (przodownika pracy) i konsultanta dla podsumowania wyników szkolenia.

## Metody i sposoby pracy przodownika
Podstawą do opracowania programu zajęć w szkołach przodownictwa pracy był opis metody i sposobów pracy przodownika (lub przodowników) pracy, którego doświadczenia były przekazywane.
Opis ten obejmował:
- techniczno-ekonomiczne wskaźniki szkolącego (przodownika pracy) i porównanie ich ze wskaźnikami innych robotników,
- krótką techniczną charakterystykę miejsca pracy i urządzeń, gdzie pracuje przodownik pracy,
- dokładne, szczegółowe wyjaśnienia, w jaki sposób przodownik pracy osiągnął wysokie wskaźniki (wydajności, jakości, oszczędności), charakterystyczne szczegóły jego pracy, opisanie metod, a przede wszystkim nowych metod usprawniających i racjonalizujących technologię i organizację pracy na jego odcinku.

## Zniesienie szkoły
Na podstawie uchwały Rady Ministrów z 1972 r. w sprawie utraty mocy obowiązującej niektórych uchwał Rady Ministrów, Prezydium Rządu, Komitetu Ekonomicznego Rady Ministrów i Komitetu Ministrów do Spraw Kultury, ogłoszonych w Monitorze Polskim zlikwidowano szkoły przodownictwa pracy.